# Cá heo răng nhám
Cá heo răng nhám hay cá heo răng thô (danh pháp khoa học: Steno bredanensis) là một loài động vật có vú trong họ Cá heo đại dương, bộ Cetacea và là thành viên duy nhất của chi Steno. Chúng được tìm thấy tại khắp các vùng biển nước sâu ấm áp trên thế giới. Loài này được Georges Cuvier mô tả trong Cuvier in Lesson vào năm 1828.

## Phân bố
Loài cá này phân bố chưa rõ ràng. Chúng được tìm thấy ở Thái Bình Dương, Đại Tây Dương, Ấn Độ Dương và biển Địa Trung Hải, nhưng là những vùng biển ôn đới ấm áp hay các vùng biển nhiệt đới. Ở vùng biển lạnh, chúng cư trú không thường xuyên và thường sống ở những vùng biển nước sâu, ngoài thềm lục địa, ở độ sâu ít nhất khoảng 1 km (0,62 dặm).
Hầu hết các hoạt động nghiên cứu về loài cá heo này diễn ra ở bờ Đông Thái Bình Dương, nơi ước tính có khoảng 150.000 cá thể cá heo răng nhám cùng nhiều hóa thạch thuộc chi Steno

## Mô tả
Cá heo răng nhám có chiều dài khoảng từ 2,09 đến 2,83 mét (6,9 đến 9,3 ft), nặng khoảng 90 và 155 kg (200 và 340 lb), con đực thường nặng hơn con cái. Cá heo răng nhám có một cái đầu hình nón với cái mũi thanh mảnh dài hơn so với các loài cá heo khác. Răng của chúng cũng khác biệt so với các loài khác, chúng có những chiếc răng có bề mặt nhám, gồm rất nhiều những chiếc răng nhỏ và sắc với khoảng 19 đến 28 chiếc răng mỗi một phía bên của hàm.
Khi di chuyển, chúng rất dễ bị nhầm lẫn với một số loài cá heo khác như cá heo xoay tròn, cá heo đốm xuyên nhiệt đới hay loài cá heo mũi chai. Cá heo răng nhám có vây lưng với chiều cao 18 đến 28 cm (7,1 đến 11), với phần lưng và vây lưng với màu xám sẫm, trong khi hai bên sườn của chúng có màu nhạt hơn. Khi trưởng thành, chúng có những mảng màu hồng nhạt, vàng, hoặc màu trắng xung quanh miệng và dọc theo mặt dưới của đầu.
Cá heo răng nhám sống theo đàn, tuy nhiên đôi khi cũng gặp chúng sống đơn độc. Một nhóm trung bình có từ 10 - 12 con, cũng có những nhóm có tới 90 con nhưng chỉ mang tính chất tạm thời.. Các nhóm sống lâu dài thường là từ 2 - tám con, thi thoảng chúng mới tham gia cùng các nhóm khác.. Một số nơi, chúng cũng tham gia cùng với các đàn cá heo khác, cá voi sát thủ và cá voi lưng gù.
Cá heo răng nhám ít khi lướt trên mặt nước như các loài cá heo khác. Tuy nhiên, khi lướt chúng thường thực hiện với việc đầu và cằm nằm phía trên mặt nước. Cá heo răng nhám có thể lặn tới độ sâu trên 50 mét (160 ft) và ở dưới nước được trên 15 phút. Chúng định vị bằng tiếng vang ngắn, kéo dài không quá 0,2 giây, với tần số tương đối thấp, dao động từ 2,7 đến 256 kHz.

## Thức ăn
Thức ăn của chúng được cho là giống với loài cá voi sát thủ và cá mập bao gồm rất nhiều các loài cá như cá vây tia, cá ngừ, cá thu.. cùng các loại mực và bạch tuộc.

## Sinh sản
Cá heo răng nhám đẻ duy nhất một con mỗi lần. Thời gian mang thai cũng như mùa sinh sản của chúng chưa rõ ràng,. Cá heo con khi mới sinh có chiều dài khoảng 100 cm (39 in), và phát triển nhanh chóng trong 5 năm đầu. Con cái đạt độ tuổi giao phối từ 6 - 10 năm còn con đực là từ 5 - 10 năm.